# Appleseed: Kampf um die Freiheit
Appleseed: Kampf um die Freiheit (japanisch アップルシ－ド Appurushīdo) ist ein Zeichentrickfilm aus dem Jahr 1988, welcher in Zusammenarbeit des renommierten japanischen Manga-Zeichners Masamune Shirow mit dem Regisseur Kazuyoshi Katayama sowie den Art-Designern Hiroaki Ogura, Yumiko Horasawa und Takahiro Kishida entstand. Es zeichneten unter anderem die Studios Bandai Visual, Gainax, Movic und die Tohokushinsha Film Corporation verantwortlich. Die deutschsprachige Synchronisation übernahm das in Köln ansässige Unternehmen Splendid Synchron.
Die Basis für den Film stellte die gleichnamige Manga-Serie.
Die Filmpremiere fand am 21. April 1988 im japanischen Fernsehen statt. Die deutschsprachige Version wurde erstmals 1996 von PolyGram Video International "A Devision of Manga Entertainment LTD." auf VHS veröffentlicht. Eine weitere Version erschien am 1. April 2002 von PolyGram (Universal Pictures) ebenfalls auf VHS-Videokassette veröffentlicht. Am 31. März 2005 folgte dann die Veröffentlichung durch Ascot Elite Home Entertainment, Panini Video und Splendid Film auf DVD.

## Handlung
Appleseed spielt nach der Beendigung des 3. Weltkriegs. Die Welt war durch diesen Konflikt weitgehend in eine Trümmerwüste verwandelt und die Zahl der Menschen nahezu um die Hälfte reduziert worden. Um dieser nahezu endlosen Trostlosigkeit zu entkommen, entschied sich eine Gruppe, ihre zerstörte Stadt neu aufzubauen und gründete speziell dafür das General Management Control Office. Fortan bezeichneten die Einwohner diese als Olympus. Doch neben den Menschen gibt es nunmehr eine Subspezies, die sich Biodroiden nennen. Dies sind Wesen, die zur Hälfte Menschen und zur anderen Hälfte Roboter sind. Sie machen 80 Prozent der Bevölkerung aus. Sie Allein besitzen Zugang zum Verwaltungskomplex des neuen Stadtstaates. Eine Tatsache, die in vielen Menschen Angst und Zorn hervorruft. Das Koexistenz-Experiment Olympus, welches eigentlich dazu gedacht war, den menschlichen Traum vom Paradies Wirklichkeit werden zu lassen, steht damit kurz vor dem Scheitern.
Der Film beginnt mit einem Alptraum von Karon Mausolos. Er betritt gerade seine Wohnung und ruft seine Frau Fleia. Verzweifelt durch den heftigen Kontrast zwischen der Welt außerhalb und dem von ihr als der goldene Käfig bezeichneten Olympus, begeht sie Suizid, indem sie sich vom Balkon der Wohnung stürzt. Karon gelingt es nicht, sie davon abzuhalten.
Deunan Knute und ihr Freund wie auch Kampfgenosse Buliarios Hecatonchires sind als Elitekrieger der SWAT-Einheit unterstellt. Einer ihrer Einsätze ist die Befreiung von Kindern, die in einer Schule von einer bewaffneten Truppe festgehalten werden. Ein vorheriger Versuch der gewöhnlichen Polizei, zu stürmen und zu verhaften, endete aufgrund unterlegener Waffen als Selbstmordkommando. Deunan und Buliarios bringen das Gebäude mithilfe der SWAT-Truppe leise unter Kontrolle. Der erste Gefangene wird auf dem Flur einer Toilette geschnappt. Die restliche Truppe wird beim Stürmen mit Kopfschüssen in einem kurzen Schusswechsel niedergeschossen. Doch der einzige Überlebende schafft es, sich der Handschellen zu entledigen und die Wachperson zu töten. Er hinterlässt eine Sprengfalle, welche beinahe Deunan und Buliarios das Leben gekostet hätte. Auf dem Weg nach draußen, wo er untertaucht, bringt er weitere SWAT-Mitglieder um. Schnell wird beiden klar, dass der Täter ein Biodroid (Cyborg genannt) sein musste. Auch wird ihnen klar, dass dieser das Massaker scheinbar vorausgesehen haben musste.
Der Entflohene sucht den Polizisten Calon in dessen Wohnung auf. Anstatt neue Mitglieder zu rekrutieren, gab er ihm die Adresse eines Waffenhändlers, um Landmates zu erwerben.
Von der SWAT wird der Entflohene mittlerweile als Terrorist namens A. J. Sebastian  identifiziert. Dabei kommt heraus, dass dieser sein rechtes Auge und das Ohr bei dem Versuch, in den gesicherten Komplex des Tartaros einzubrechen, in dem sich der Zentralcomputer GAIA befindet, verloren hatte. Damit wird klar, dass A. J. Sebastian ein Terrorist der Spitzenliga ist, der darauf aus ist die Welt zu verändern. Deunan Knute ist entschlossen Sebastian zu schnappen und sieht ihre Vorteile dies zu schaffen in einer Versetzung zur Untersuchungseinheit des SSPD.
Auch Premierministerin Athena und Nike erfahren nun, dass A. J. Sebastian wieder aufgetaucht ist und sich einen neuen Plan ausheckt um sein Ziel zu erreichen. Athena ist davon gar nicht begeistert und setzt die letzten Neuankömmlinge Olympus auf ihn an. Dies sind Briareos und Deunan, die demnach also erst vor kurzem aus der Außenwelt nach Olympus zur Zwangseinbürgerung geholt wurden. Sebastian hingegen hat sich nun mehr eine neue Truppe untergebener Menschen rekrutiert. Gemeinsam stehlen sie die Landmates und zerstören damit anschließend den Tartaros-Komplex weitgehend. Die Polizei wie auch das Militär reagiert sofort und greift die feindlichen Landmates an. Sebastian entkommt erneut. Mit einem Anruf bei der Presse gibt er sich als Anführer der „Human Liberation Front“ zu erkennen und wettert gegen die Diktatur der Biuruiden und fordert diese auf die Regierungsgewalt abzugeben. Des Weiteren prangert er das Aufstellen von militärischen Waffen zur Unterdrückung in Krisenherden an.
Während des Angriffs hat Sebastian einige Datenträger und die vollständigen Akten von zwei Zielpersonen entwendet. Das Hauptziel für Karon ist Hitomi, die in der Außenwelt nach Überlebenden sucht in diese dann nach Olympus bringen soll. Sebastian selbst will die Multipete-Raketen in seine Gewalt bringen.
Das Militär Olympus feiert derweil seine neue Waffe, eine mobile Festung. Die Steuerung wie auch die Koordination mehrerer solcher Einheiten wird direkt vom Supercomputer GAIA übernommen. Karon und Sebastian einigen sich darauf die Überführung der Vorführeinheit unter allen Umständen zu vereiteln. Karon hat sich einen eigenen Landmate bauen lassen, der von den gewöhnlichen Spezifikationen abweicht. Buliarios und Deunan erhielten nach einem mehrtägigen Urlaub die Vorladung in den Zentralkomplex, wo sie erwartet werden.
Etwas später als erwartet treffen die beide im Regierungspalast ein. Sie werden von Athena erwartet. Es erfolgt entgegen dem § 38 der Olympianischen Freiheitscharta der strikte Befehl Sebastian zu töten. Eine Verhaftung wird von der Premierministerin als Sonderfall abgelehnt. Während der Ermittlungen werden mehrere Verdächtige befragt und inhaftiert.
Karon erfährt von den Ermittlungen seiner Kollegen und erkennt diese als seine Feinde. Das Versteck der beiden befindet sich in der Bar von Nereus, einem ehemaligen Undercover-Agenten der Polizei, der die beiden bespitzelt und versucht seine Informationen an Buliarios und Deunan zu verscherbeln. Kurz vor dem Anschlag versucht er ein letztes Mal die beiden zu kontaktieren. Karon und Sebastian haben dies mitbekommen und konnten sich ihm noch rechtzeitig entledigen. Dennoch wurden einige Nachrichten auf dem Anrufbeantworter von Buliarios und Deunan hinterlassen, welche die Aufmerksamkeit auf sich ziehen.
Doch zu spät. Zur gleichen Zeit in der Nacht vom 30. Mai bricht Karon mit seinem Landmate auf um Hitomi zu entführen. Sie wohnt im gleichen Wohnblock wie Buliarios und Deunan. Beide werden von ihm über die Belüftung mit Schlafgas vorübergehend außer Gefecht gesetzt. So dachte er jedenfalls. Beide hatten sich auf einen solchen hinterhältigen Angriff mit Masken darauf vorbereitet und beobachten die Entführung Hitomis. Erst unten auf dem Parkplatz des Wohnblocks wird der Landmate hinterrücks gestellt. Mittlerweile reagiert auch die Polizei und greift mit Personal und Landmates ein. Im Trubel schafft es Karon sich abzusetzen. Buliarios und Deunan werden in Verdacht der Ausübung von Spionage verhaftet. Zur selben Zeit eroberte Sebastian die mobile Festung.
Sebastian hat Hitomi entführen lassen, da sie in ihrer DNA als einzige einen Overwrite-Schlüssel besitzt, der die Macht verleiht den Zentralcomputer GAIA nach seinem Willen zu beeinflussen. Es zeichnet sich unter den Vorwürfen ein Konflikt zwischen den Elitekriegern und Athena ab. Doch erst jetzt wird von Buliarios der Verdächtige Hinweis auf seinem Anrufbeantworter zur Sprache gebracht. In Anbetracht der Gefahr hatte Athena auch das außerhalb Olympus im Einsatz befindliche Militär zur Verteidigung zurückbeordert. Um einen Zugriff von außen an GAIA zu verhindern, lässt Athena alle Terminals sprengen. Nur der letzte bleibt als Lockmittel unter starker Bewachung.
Karon begibt sich mit einem Fahrzeug der Polizei in das Sperrgebiet. Im Laderaum hält er Hitomi fest. Buliarios beobachtet den Check-In, doch kommt ihn etwas verdächtig vor. Er nimmt mit seiner Kollegin die Verfolgung auf. Im Kugelhagel wird der Transporter attackiert. Karon schafft es sich rechtzeitig zu ducken. Nachdem der Wagen umgekippt war, begab sich Sebastian in den Landmate. Bei der Annäherung der Polizei-Landmates schoss Sebastian einen dieser nieder. Er schnappte sich Hitomi und setzte sie kurz vor dem Terminal ab. Selbst schaffte er es nicht näher heran, da sich eine weitere Welle Landmates den Weg versperrten. So forderte er Hitomi auf das Terminal zu betreten. Dies tat sie unabsichtlich dann auch. Als Folge dessen schaltete GAIA kurzzeitig sämtliche Systeme ab und startete mit Sebastian als neuer Administrator neu. Dieser richtet sogleich alle verfügbaren Waffen auf GAIA aus.
Die Polizei spürte die mobile Festung auf, welche sich bereits durch dir Stadt bewegt. Mit Waffenfeuer will man ihn davon abhalten Tartaros zu erreichen. Athena, Buliarios und Deunan machen sich auf GAIA wieder in ihre Kontrolle zu bringen. Doch ist das Gebäude unter autonomer Überwachung des Zentralcomputers und versucht jeden Eingriff mit Fallen zu verhindern. Buliarios wird von einem Laser angeschossen.
Athena und Deunan schaffen es schließlich, sich zu GAIA durchzukämpfen und das Sicherheitsschloss zu zerstören. GAIA schaltet daraufhin erneut ab. So verliert auch Sebastian die Kontrolle über die von ihm eroberte mobile Festung. Bei dem Versuch sich abzusetzen wird Sebastian von Landmates der Polizei durch einen Kopfschuss hingerichtet. Danach kehrt Ruhe in Olympus ein und das normale Leben nimmt wieder seinen Lauf.

## Synchronisation
| Rolle                   | Japanischer Sprecher (Seiyū) | Deutscher Sprecher          |
| ----------------------- | ---------------------------- | --------------------------- |
| (Vorspann)              | Masayuki Omoro               | Renier Baaken               |
| A. J. Sebastian         | Norio Wakamoto               | Stephan Schleberger         |
| Athena Alaeus           | Toshiko Sawada               | Regine Albrecht             |
| Lt. Bronx               | Yuzuru Fujimoto              | Hans-Gerd Kilbinger         |
| Buliarios Hecatonchires | Yoshisada Sakaguchi          | Reinhard Schulad-Rademacher |
| Deunan Knute            | Masako Katsuki               | Katja Liebing               |
| Fleia Mausolos          | Mika Doi                     |                             |
| GAIA                    | Nobuyuki Furuta              | Matthias Rimpler            |
| Hitomi                  | Mayumi Shôu                  | Luise Charlotte Brings      |
| Karon Mausolos          | Toshio Furukawa              | Daniel Werner               |
| Nereus                  | Tamio Ōki                    | Wolfgang Grönebaum          |
| Nike                    | Kumiko Takizawa              | Ghadah Al-Akel              |
| Polizist 1              | Yasunori Matsumoto           |                             |
| Polizist 2              | Kenichi Ono                  |                             |
| SWAT-Mitglied           | Takao Ôyama                  |                             |
| Terrorist               | Kôji Totani                  | Karlheinz Tafel             |
| Yoshitsune Miyamoto     | Yūji Mitsuya                 | Julien Haggége              |
| Wachperson              | Mari Yokô                    |                             |